# Brinckochrysa rosulata
Brinckochrysa rosulata är en insektsart som beskrevs av X.-k. Yang och C.-k. Yang 2002. Brinckochrysa rosulata ingår i släktet Brinckochrysa och familjen guldögonsländor. Inga underarter finns listade i Catalogue of Life.